# 福岡日出麿
福岡 日出麿（ふくおか ひでまろ、1909年11月21日 - 1990年10月5日）は日本の政治家。参議院議員（2期）。旧姓は辻。東与賀村長の辻武一郎の子。祖父は佐賀の干拓の父と呼ばれた辻演年。兄は陸軍兵器学校の校長などを務めた陸軍中将の辻演武。

## 来歴
佐賀県佐賀郡出身。旧制佐賀県立佐賀中学校卒業後、上海の東亜同文書院大学に進むが中退。明治28年創業の蔵元「窓の月」を営む福岡家に養子に迎えられる。海外経営に熱心でハルビンや蘇州で酒造を手がけた。戦後、翼賛事務長などを理由に公職追放となり、1948年に生コン、酒類、建築資材などを販売する福岡商店を創業した。
追放解除後の1955年から佐賀県議会議員を5期務めた後、国政に進出。1974年から参議院議員に2期当選。参議院商工委員長、公職選挙法改正特別委員長、自民党佐賀県連第4代会長などを務めた。
1963年1月佐賀県川副町立川副中学校体育館建設費のため110万円寄付により紺綬褒章受章、寄付の功績顕著として木杯一組台付を賜った。1970年秋の褒章で酒造業に携わり関係団体要職に就いて業界の指導に尽力して発展に寄与したとして藍綬褒章受章。1982年川副町名誉町民。1985年春の叙勲で勲二等瑞宝章受章。
1990年10月5日死去、80歳。死没日をもって従四位に叙される。
出身の旧川副町役場前には銅像がある。